# Rusciori (Sibiu)
Rusciori (auch Rușcior; deutsch Reußdörfchen, ungarisch Oroszcsűr) ist ein Dorf in der Region Siebenbürgen in Rumänien. Es gehört administrativ zur Gemeinde Șura Mică (Klein-Scheuern).

## Lage
Rusciori liegt knapp zehn Kilometer westlich von Hermannstadt. Der Ort ist über jene Landstraße erreichbar, welche die Nationalstraße 1 (DN1) mit Ocna Sibiului (Salzburg) verbindet. Das Dorf liegt in einer von kleinen Anhöhen umgebenen Senke und ist von der Straße aus kaum sichtbar.

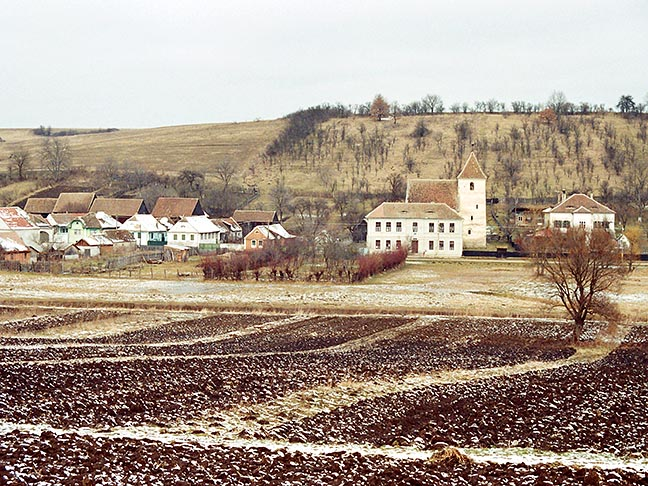
Nördliche Dorfzeile mit evangelischer Kirche
Südliche Dorfzeile und orthodoxe Kirche

## Geschichte
Das Dorf wurde erstmals 1380 als villa Ruthenica urkundlich erwähnt. Es wird davon ausgegangen, dass die Siedlung bereits um 1200 von bulgarischen Bogumilen gegründet wurde.
Die bulgarische Bevölkerung der Ortschaft assimilierte sich erst an die rumänische, später dann an die siebenbürgisch-sächsische Kultur.
So wie auch die meisten der in Siebenbürgen lebenden Angehörigen der deutschsprachigen Minderheit, nahmen auch die ursprünglich slawischen Dorfbewohner von Reußdörfchen den evangelisch-lutherischen Glauben an.

## Bevölkerung
Bei der Volkszählung von 2002 bekannten sich die Bewohner des Dorfes zu folgenden Volksgruppen:
- Rumänen (342)
- Roma (252)
- Deutsche (32)
- Ungarn (2)
- sonstige (2)

## Verkehr
Im nahe gelegenen Turnișor (Neppendorf) liegt der internationale Flughafen Sibiu.

## Sehenswürdigkeiten und sonstige Einrichtungen
- Die Evangelische Kirche[3] im 13. Jahrhundert errichtet und im 16. Jahrhundert umgebaut, stehen unter Denkmalschutz.[4]
- Kinderbauernhof der Stiftung für Öko-Soziale Erziehung
- Orthodoxe Kirche

## Persönlichkeiten
- Martin Samuel Möckesch (1813–1890), Theologe und Schriftsteller[5]